# FreeCAD
FreeCAD，是一個自由及開放原始碼（根據LGPLv2+許可）的通用參數化3D CAD建模器，並且支援有限元素法（FEM）的建築資訊模型（BIM）軟體。FreeCAD既適用於機械工程產品設計，也可以擴展到其他工程領域（例如建築或電氣工程）的廣泛用途。FreeCAD是自由及開放原始碼的軟體，在LGPL-2.0或更高版本許可证下，可用於Linux、macOS、和Windows操作系統。用戶可以使用Python程式語言來擴展該軟體的功能。 FreeCAD目前正處於測試階段。

## 外部連結
- 官方网站